# リヴ・フォーエヴァー
「リヴ・フォーエヴァー」（Who Wants to Live Forever）は、イギリスのロック・バンド、クイーンの楽曲。1986年9月15日にEMIよりシングルとしてリリースされており、1986年発売のアルバム『カインド・オブ・マジック』に収録されている。
2014年にローリング・ストーン誌が発表した「10 Greatest Queen Songs」では、5位にランクインしている。

## 解説
この曲は、映画『ハイランダー 悪魔の戦士』のためにブライアン・メイによって書き下ろされた。ブライアンは、ヘザーが死去するシーンの最初の20分のカットを見た後、車の後部座席でこの曲を書いた。
クイーンの曲として初めてオーケストラ（ナショナル・フィルハーモニック管弦楽団）が入っている。オーケストラ編曲はマイケル・ケイメンとブライアン・メイの共同。
アメリカン・アイドル等、ボーカルコンテストの課題曲として長年使われている。
また、YAMAHA DX7をブライアンが弾いている。ライブで演奏された際、この曲の前半はギターを演奏せずにDX7を演奏していた。
12インチ盤のB面に収録されている「フォーエヴァー」は、この曲のピアノ・インストゥルメンタルバージョンである。
ライブでも演奏され、DVD『ラストツアー/クイーン1986』で視聴できる。
ベスト・アルバム『グレイテスト・ヒッツII』などにも収録されている。
2018年に公開された映画『ボヘミアン・ラプソディ』でこの曲が使用されており、サウンドトラック盤『ボヘミアン・ラプソディ (オリジナル・サウンドトラック)』にも収録されている。

## プロモーションビデオ
メンバーが登場するプロモーションビデオが製作され、ジョンがコントラバスを弾いている。この映像はDVD『グレイテスト・ビデオ・ヒッツ2』などで視聴することができる。

## 担当
- フレディ・マーキュリー - リード・ボーカル、バッキング・ボーカル
- ブライアン・メイ - リード・ボーカル、バッキング・ボーカル、シンセサイザー、エレクトリック・ギター、オーケストラ編曲
- ロジャー・テイラー - ドラムマシン、バッキング・ボーカル
- ジョン・ディーコン - コントラバス
- マイケル・ケイメン - オーケストラ編曲、指揮者
- ナショナル・フィルハーモニック管弦楽団 - ストリングス、ブラス、パーカッション

## 収録曲

### 7インチ盤
1. リヴ・フォーエヴァー - Who Wants to Live Forever (May)
2. キラー・クイーン - Killer Queen (Mercury)

### 12インチ盤
1. リヴ・フォーエヴァー (7インチ・ヴァージョン) - Who Wants To Live Forever (7" Version) (May)
2. リヴ・フォーエヴァー (アルバム・ヴァージョン) - Who Wants To Live Forever (Album Version) (May)
3. キラー・クイーン - Killer Queen (Mercury)
4. フォーエヴァー (ピアノ・ヴァージョン) - Forever (Piano Version) (May)

## カバー
- Shirley Bassey (1995年)
- Dune (1997年)
- サラ・ブライトマン
- ルチアーノ・パヴァロッティ
- キャサリン・ジェンキンス
- イル・ディーヴォ (2013年)